# Anny Royaux-Claeys
Anna Lydie Jerôme Claeys (Glasgow, 4 februari 1918 - Brugge, 25 januari 2006), ook gekend als Anny Royaux-Claeys, was actief in het Belgisch verzet tijdens de Tweede Wereldoorlog.

## Levensloop
Anny Claeys studeerde voor onderwijzeres en in de jaren 1938-1940 gaf ze les in het Brugse Koninklijk Atheneum. Tijdens de oorlog gaf ze privélessen.
Haar vader hertrouwde tweemaal. Zijn derde echtgenote was Duitsgezind en om thuis het contact met Duitse militairen uit de weg te gaan nam Anny haar intrek in een home voor jonge meisjes. Zich in kringen van Engelsgezinden bewegend, was het bijna onvermijdelijk dat ze door een verzetsbeweging werd aangesproken.
De verzetsgroep was de inlichtingendienst Luc-Marc en het kleine groepje genaamd VN44 waarbij Anny Claeys toetrad, was er een onderdeel van. Ze kreeg de opdracht informatie over de Duitsers in te winnen in de sector Brugge - Tielt - Lichtervelde. Wekelijks werd de door haar en haar hoofdzakelijk mannelijke medestanders bijeengebrachte informatie afgeleverd in een Brugse speelgoedwinkel en er door een verzetsman uit Brussel afgehaald.
Het hoofd van de groep was kapitein Maurice Royaux (Dieppe, 19 november 1918 - Brugge, 25 maart 1998), gekend als VN44/123. Toen hij in 1943 verplicht te werk werd gesteld in Duitsland werd Anny als luitenant aan het hoofd gesteld van de groep VN44. Royaux zocht in 1944 een reden om naar België terug te keren. Anny bezorgde hem die door een vraag in te dienen om met hem te trouwen, waardoor hem acht dagen verlof werd toegestaan. Hij kwam terug maar dook onmiddellijk onder in Brussel en, in de veronderstelling dat hij tijdens de reis in een of andere bombardement was gebleven, werden de opzoekingen naar hem gestaakt. Hij nam vanuit zijn schuilplaats zijn verzetsactiviteiten weer op en Anny reisde wekelijks naar Brussel om de in het Brugse verzamelde inlichtingen over te maken.
In de laatste maanden voor de Bevrijding beschikte Claeys over een eigen zender en marconist, hetgeen haar toeliet de informatie rechtstreeks naar Londen door te sturen. Dit gebeurde vanuit talrijke plekken in de omgeving van Brugge.
De groep werd nooit ernstig door de bezetter verontrust. Dit had men te danken aan het betrekkelijk gering aantal leden en aan het streng volgen van de clandestiniteitsvoorschriften.
Na de oorlog trouwde Anny Claeys met Maurice Royaux en ze kregen vijf kinderen. De twee oudste zoons kregen de voornamen Luc en Marc, in herinnering aan de inlichtingendienst waar beide ouders deel van hadden uitgemaakt.
Beiden waren, na de oorlog, naast hun beroepsbezigheden, met name de handel in tegels en andere bouwmaterialen, onder de naam Royaux, vele jaren actief voor het samenbrengen van gegevens over verzetslieden en -groepen. Dit was zeer nuttig voor het in kaart brengen van het verzet en van zijn geschiedenis. Ze namen deel aan het samenstellen van vele erkenningsdossiers van verzetslieden. Maurice Royaux werd nationaal voorzitter van de Vereniging van oud-leden van inlichtingen- en actie-agenten.

## Publicaties
- Luc-Marc VN 44, in: Brugge & September '44, Brugge, 2002.
- Het verhaal van Anny Claeys, in: Gedenkboek inlichtings- en actie-agenten, Antwerpen, Maklu, 2015.